# والدکیرش
شهر والدکیرش (به آلمانی: Waldkirch) در ایالت بادن-وورتمبرگ در کشور آلمان واقع شده‌است.